# ای‌اچ‌اس سنتئور
ای‌اچ‌اس سنتئور (به انگلیسی: AHS Centaur) یک کشتی بیمارستانی بود که طول آن ۹۶ متر (۳۱۵ فوت) بود. این کشتی بیمارستانی در سال ۱۹۲۴ ساخته شد.
کشتی ای‌اچ‌اس سنتئور در ۱۴ مه ۱۹۴۳ توسط یک زیردریایی ژاپنی در سواحل کوئینزلند ، استرالیا مورد حمله و غرق شدن قرار گرفت. از ۳۳۲ پرسنل پزشکی و خدمه غیرنظامی داخل آن ، ۲۶۸ نفر جان باختند ، از جمله ۶۳ نفر از ۶۵ پرسنل ارتش.